# Łubowo
Łubowo è un comune rurale polacco del distretto di Gniezno, nel voivodato della Grande Polonia.
Ricopre una superficie di 113,41 km² e nel 2004 contava 5 271 abitanti.